# 鉄鉢森
鉄鉢森（てっぱちもり）は、秋田県鹿角市にある標高581mの山である。

## 概要
米代川水系支流夜明島川の右岸に位置する。登山道は、同市八幡平字長牛（なごし）の集落から林道を進む。
北東側山麓には、秋田県鹿角市遺跡詳細分布調査報告書記載の長牛館跡（中世）がある。西側山麓（夜明島川沿い）一帯は昔、金銀などが産出されたという記録があり、それらを管理したのが長牛館（名越館・長牛城とも）といわれている。

## 近くの山
- 早稲山